# Charles Masson
Charles Masson (* 16. Februar 1800 in London; † 5. November 1853 in Edmonton, Middlesex) war das Pseudonym von James Lewis, einem Entdecker und Soldaten der Ostindien-Kompanie. Er hat als erster Europäer die Ruinen von Harappa nahe Sahiwal im pakistanischen Punjab entdeckt.

## Frühes Leben
Als gebürtiger Brite trat Masson der Artillerie der Streitkräfte der Ostindien-Kompanie in Indien bei und kämpfte in der Schlacht von Bharatpur.

## Durchgeführte Reisen
Als er im Jahr 1827 in Agra stationiert war, desertierte er zusammen mit einem befreundeten Soldaten und reiste mit diesem gemeinsam durch diejenigen Teile der Punjab-Region, die zu diesem Zeitpunkt nicht unter britischer Kontrolle waren. In Ahmadpur wurden sie durch Josiah Harlan gerettet und als berittene Sanitäter für dessen Expedition, das Regime in Kabul, Afghanistan zu stürzen, engagiert. Bereits nach kurzer Zeit, nahe Dera Ghazi Khan, desertierte Masson von Harlan.
Masson war der erste Europäer, der die Ruinen von Harappa sah und in seinem Buch Narrative of Various Journeys in Balochistan, Afghanistan and The Panjab beschrieb und illustrierte. Er besuchte darüber hinaus als Agent der Ostindien-Kompanie die Nordwestliche Grenzprovinz sowie Balochistan in Pakistan.

## Schriften
- Narrative of various journeys in Balochistan, Afghanistan and the Panjab incl. A residence in those countries from 1826 to 1838. 3 Bände. Bentley, London 1842. Band 1
  - Übersetzung: Reisen in Beludschistan, Afghanistan und dem Pendschab, während eines zwölfjährigen Aufenthalts in diesen Ländern von 1826 bis 1838. 9 Teile. Franckh, Stuttgart 1843/44. Teil 1-3,7-9